# اتحادیه آزاداندیشان فنلاند

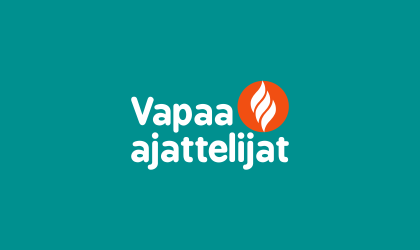
نشانواره

اتحادیهٔ آزاداندیشان فنلاند (فنلاندی: Vapaa-ajattelijain liitto) بزرگ‌ترین سازمان سکولار و آزاداندیش در فنلاند است. این سازمان از حقوق فنلاندی‌هایی که هیچ وابستگی مذهبی ندارند و ترویج علم مبتنی بر منطق و دیدگاه انتقادی جهانی و انسان‌گرایی پشتیبانی می‌کند.
این سازمان در سال ۱۹۷۳ میلادی بنیانگذاری شد.